# 総社市立池田小学校
総社市立池田小学校（そうじゃしりつ いけだしょうがっこう）は、岡山県総社市見延にある公立小学校。岡山県の環境学習推進校である。

## 沿革
- 1947年（昭和22年） - 吉備郡池田村立池田小学校に改称
- 1954年（昭和29年） - 総社市立池田小学校に改称

## 委員会
広報委員会、保健委員会、運営委員会の3つ

## 学校周辺
- 総社市役所 北出張所
- 槇谷川
- 岡山自動車道
- 池田幼稚園

## 通学区域が隣接している学校
- 総社市立阿曽小学校
- 総社市立総社北小学校
- 総社市立総社中央小学校
- 総社市立秦小学校
- 総社市立昭和五つ星学園義務教育学校
- 吉備中央町立大和小学校
- 岡山市立蛍明小学校